# Гнатенко Марина Василівна
Мари́на Васи́лівна Гнате́нко (12 березня 1914 , Старосілля, Київська губернія  — 13 квітня 2006 , Київ ) — український радянський агроном, заслужений працівник сільського господарства, кандидат сільськогосподарських наук, Герой Соціалістичної Праці (22.09.1975). Депутат Верховної Ради УРСР 1-го скликання (1938—1947). Депутат Верховної Ради СРСР 2-го скликання (1946—1950). Член ЦК КПУ в 1952—1960 роках.

## Біографія
Народилася 12 березня 1914 року в родині коваля в селі Старосіллі, тепер Городищенського району Черкаської області. Закінчила семирічку й пішла в колгоспну бригаду. Згодом стала ланковою. В 1935 році вступила в змагання з ланковою М. С. Демченко і досягла врожаю 600 ц/га цукрових буряків. У 1937 році — студентка інституту харчової промисловості ім. А. І. Мікояна. Член ВКП(б) з 1939 року.
У роки німецько-радянської війни працювала медсестрою, а потім комісаром госпіталю. Після війни — інструктор Київського обласного комітету КП(б) України по сільському господарству.
З 1947 року — науковий співробітник Всесоюзного науково-дослідного інституту цукрових буряків. Одночасно завершувала заочне навчання в ВНЗ. У 1951 році закінчила Українську сільськогосподарську академію. Кандидат сільськогосподарських наук з 1955 року.
Делегат XVII—XX з'їздів Комуністичної партії України, на XVII—XIX з'їздах Компартії України обиралася членом ЦК Компартії України.
Автор праць:
- «Об агротехнике сахарной свеклы». Москва, 1957;
- «П'ятисотенниці». Київ, 1975.

Могила Марини Гнатенко

Померла 13 квітня 2006 року. Похована в Києві на міському кладовищі «Берковець».

## Звання
- капітан

## Нагороди
- Герой Соціалістичної Праці (22.09.1975)
- два ордени Леніна (10.11.1935, 22.09.1975)
- орден Жовтневої Революції (8.04.1971)
- орден «Знак Пошани» (30.04.1966)
- орден Вітчизняної війни ІІ ст. (11.03.1985)
- орден Червоної Зірки (30.05.1943)
- орденом Богдана Хмельницького (2003)
- медалі
- Почесна грамота Президії Верховної Ради Української РСР (16.05.1964)